# Patyczak rogaty

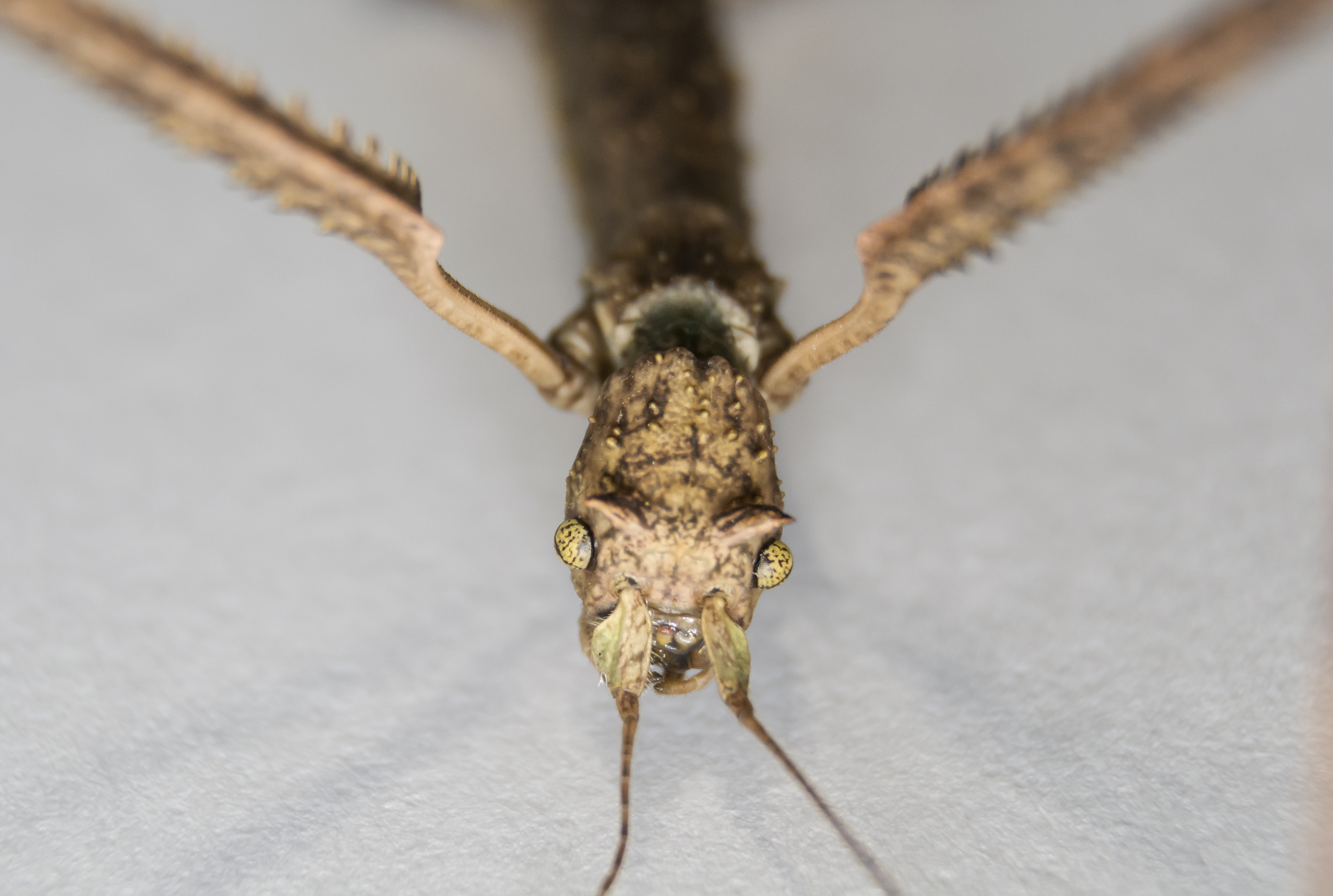
Samica w zbliżeniu z charakterystycznymi wypustkami na głowie w kształcie rogów

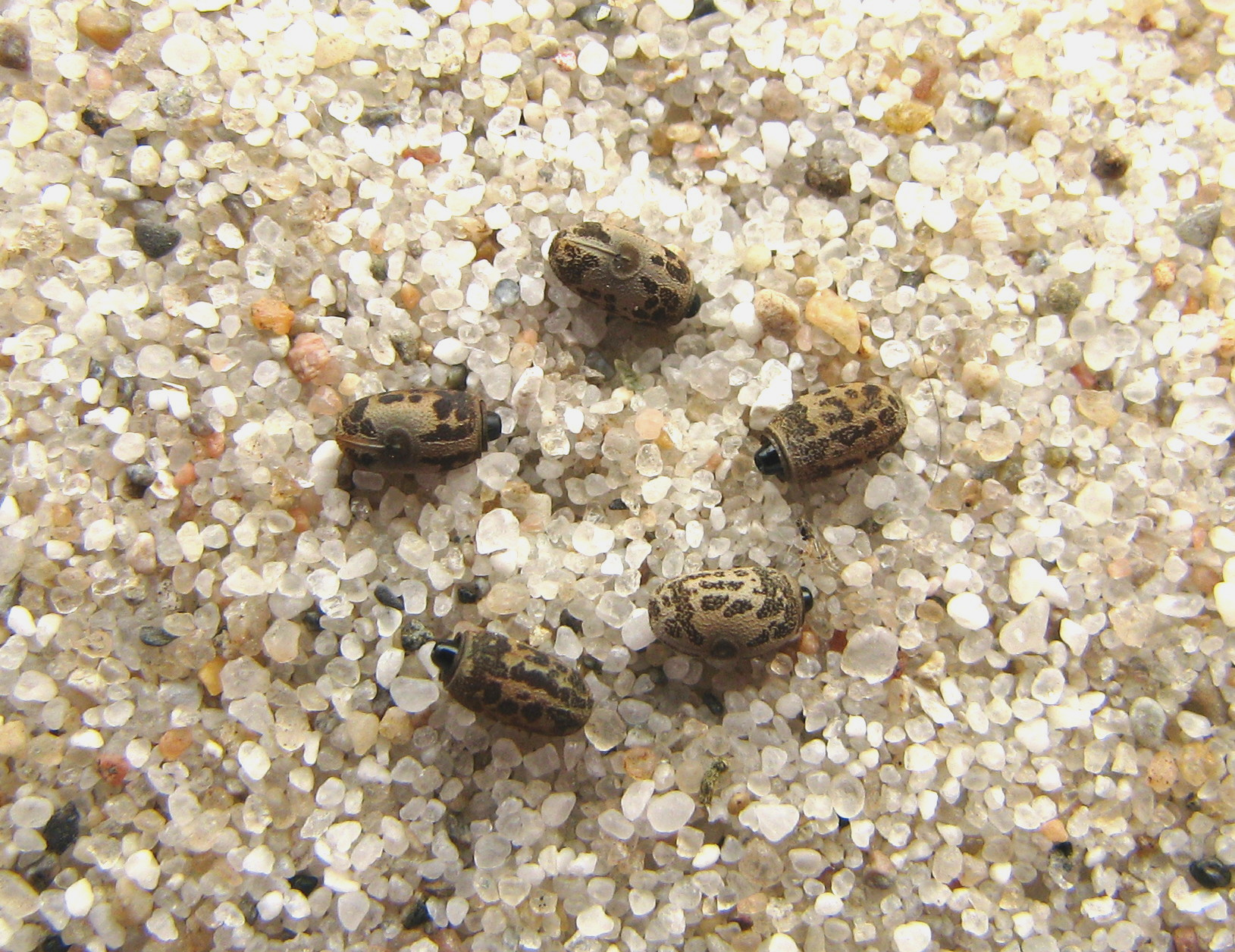
Jaja patyczaka rogatego, wielkość jednej sztuki to około 1,5mm-2mm

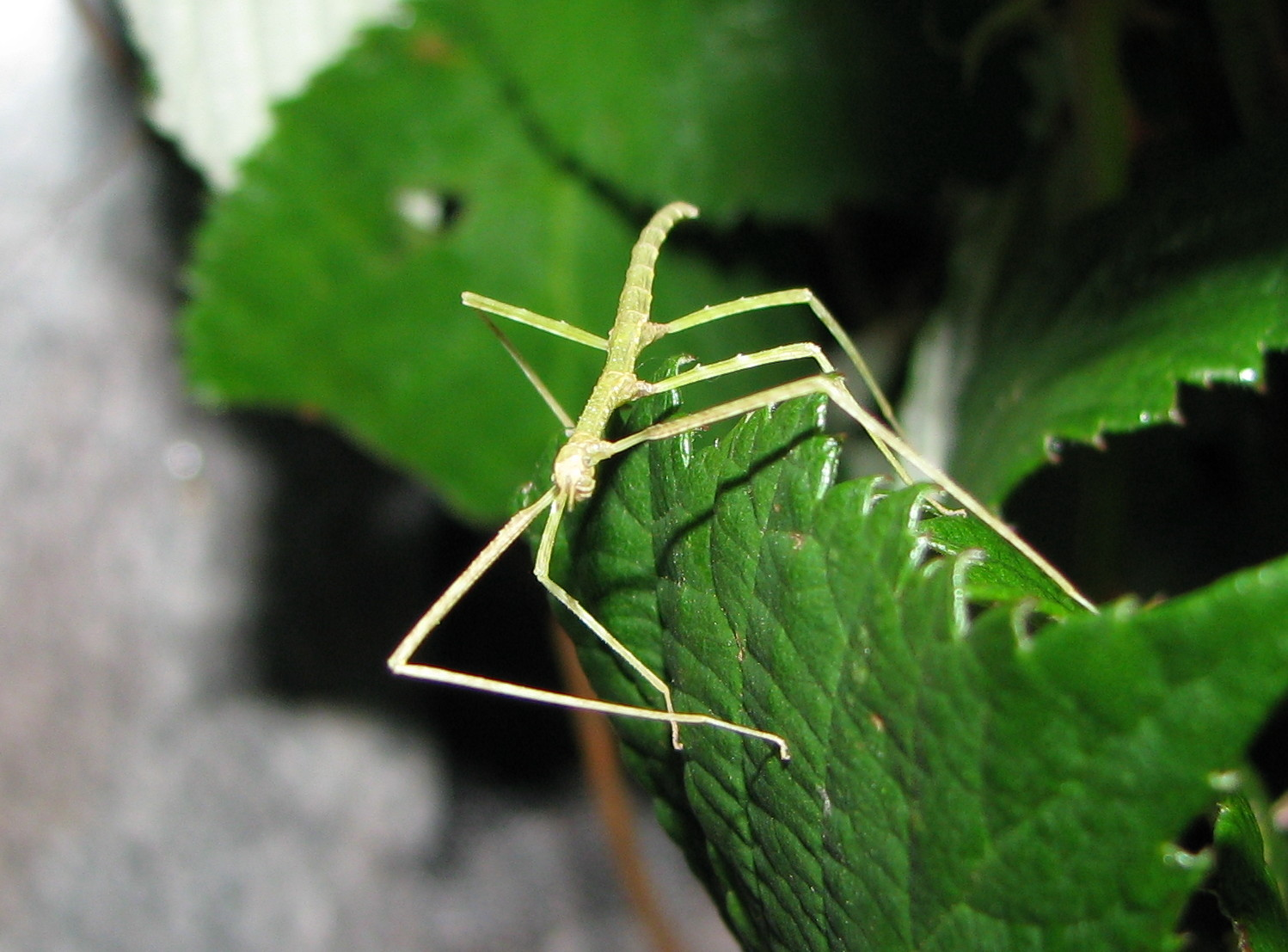
Nimfa (młode) na liściu.

Patyczak rogaty (Medauroidea extradentata, wcześniej znany pod nazwą Baculum extradentatum) – owad z rzędu straszyków. Inne nazwy to: patyczak igielnik, patyczak annamski, patyczak indochiński. Wyglądem przypomina gałązki, patyki, łodyżki. Zazwyczaj postać imaginalna jest koloru ciemnobrązowego do ciemnozielonego.

## Występowanie
- Wietnam południowy.

## Wielkość
- Samice osiągają do 10 cm długości, samce do około 7 cm.

## Długość życia
- Długość życia w terrarium zależna jest od warunków przetrzymywania i jakości dostarczonego pokarmu. Forma dorosła tzw. imago po przejściu ostatniej wylinki może żyć do roku (w wyjątkach około 1,5 roku).

## Rozmnażanie
- Płciowe i partenogenetyczne. Samica w ciągu swojego życia składa około 300 jajeczek. Młode lęgną się po 1,5–2,5 miesiącach inkubacji.

## Aktywność
- późnym wieczorem i w nocy.
- w cieniu
- przy dużej wilgotności